# Pavonia intermixta
Pavonia intermixta är en malvaväxtart som beskrevs av Achille Richard. Pavonia intermixta ingår i släktet påfågelsmalvor, och familjen malvaväxter. Inga underarter finns listade i Catalogue of Life.